# Франц Ксавер Вольфганг Моцарт
Франц-Ксавер-Вольфґанґ Моцарт (нім. Franz Xaver Wolfgang Mozart; 26 липня 1791, Відень — 29 липня 1844, Карлсбад (нині — Карлові Вари, Чехія) — молодший син композитора Вольфганга Амадея Моцарта, піаніст, диригент, композитор і педагог.

## Біографія
Народився Франц-Ксавер Моцарт 26 липня 1791 року у Відні. Тут він освоїв гру на фортепіано й теорію гри на скрипці. Творчість Франца-Ксавера Моцарта досить численна кількісно і складається з творів різних жанрів. Він, як і його батько, Вольфганг Амадей Моцарт, досить рано почав компонувати та імпровізувати на концертних естрадах.
Батько Франца помер, коли йому не було ще й року, однак він одержав блискуче музичне виховання: його вчителями були Антоніо Сальєрі та Йоганн Непомук Гуммель. Його перший фортепіанний концерт був написаний у 1805 році, тобто у чотирнадцятилітньому віці. У 1805 році Констанція Моцарт організувала перший публічний виступ свого молодшого сина, «музичну академію» в Theater an der Wien 8 квітня, про що вона також оголосила у Wiener Zeitung і на плакатах. Програма почалася симфонією соль мінор Вольфганга Амадея Моцарта, потім Констанца представила публіці свого сина, і він виконав сольну партію у фортепіанному концерті свого батька (ймовірно, 21-й фортепіанний концерт). Після цього було виконано кантату, складену самим Моцартом до 73-річчя Йозефа Гайдна, яку тринадцятирічний хлопець також диригував сам. Вечір завершився фортепіанними варіаціями менуету з «Дон Жуана». Концерт був добре сприйнятий, наприклад, в Allgemeine Musikalische Zeitung, Berlinische Musikalische Zeitung та інших культурних журналах, а також мав фінансовий успіх.
У сімнадцятилітньому віці, щоб заробити трохи грошей, Франц переїжджає до Львова, де одержав вигідну пропозицію давати лекції музики двом донькам графа Баворовського в містечку Підкамінь неподалік Рогатина. Хоча оплата була досить високою, в цьому містечку музикант відчував себе дуже ізольованим, тому через рік у 1809 році із задоволенням прийняв пропозицію імперського шамбеляна (представника австрійського цісаря Франца II в містечку) фон Янішевського про навчання музики його дітей у Бурштині, де прожив два роки. За цей час організував перший світський хоровий колектив, здійснював постановки п'єс, часто давав концерти для гостей бурштинського пана, на яких виконував батькові та перші власні музичні твори. Згодом співучасники культурних імпрез продовжили розпочату ним справу.
З Бурштина молодий композитор переїхав до Львова, де також працював приватним учителем музики, а у 1826–1829 роках очолював заснований ним музичний хор святої Цецилії, до якого ввійшло 400 аматорів хорового співу. В 1826 році у греко-католицькому кафедральному соборі Святого Юра відбувся концерт, під час якого композитор виконав знаменитий батьківський «Реквієм». На базі цього хорового колективу Моцарт-молодший створює музичне товариство святої Цецилії, а також інститут співу, що фактично став першою музичною школою у місті. Композитор багато подорожував по Україні, де його концерти сприймалися на біс.
Після перебування у Львові, в 1838 році композитор повернувся до Відня, а згодом до Зальцбурга, де був обраний почесним капельмейстером Моцартеуму. Помер 29 липня 1844 року в курортному місті Карлсбаді, де й був похований.

## Творчість
Найбільша кількість опусів Франца-Ксавера Моцарта була створена в Галичині. Більшу їх частину він писав або з присвятою титулованим покровителям, або до якоїсь події. У Львові композитор написав низку своїх відомих творів: дві сонати, кілька пісень, кілька фортепіанних п'єс за мотивами українських народних пісень, кантату й терцет.
У Галичині він працював здебільшого приватним вчителем музики у багатих польських шляхетських родинах. До історії Львова Франц-Ксавер Моцарт увійшов насамперед як педагог (працював учителем музики), видатний організатор культурного життя (організував і очолив музичне товариство святої Цецилії, хор та інститут співу), диригент театру.
Стиль Франца Моцарта втілює риси раннього романтизму.

## Вшанування
26 серпня 2021 року в межах 5-го міжнародного фестивалю класичної музики «LvivMozArt», присвяченому 230-літтю від дня народження Ф.-К. Моцарта, на площі Маланюка у Львові відкрили алегоричну скульптуру композитора, автором якої є віденський скульптор Себастіан Швайкерт. Подія викликала дискусію серед львівської громади та мистецьких кіл. Пам'ятник критикували за «агресивний» стиль, з відповідною заявою виступила Львівська Спілка художників, а також відсутність конкурсу на кращу проєктну пропозицію щодо пам'ятника. Частина митців Львова натомість звинуватили львів'ян у «неготовності» сприймати сучасне мистецтво.  
Спеціально до відкриття, український композитор Богдан Сегін написав святкову «Меланхолійну кантату на честь львівського Моцарта». Також до 230-ліття Франца Ксавера Моцарта у «Видавництві Старого Лева» видрукували книгу «Моцарт-син. Життя Франца Ксавера у подорожньому щоденнику і листах». Упродовж 26–29 серпня 2021 року діяла виставка «Моцарт і Львів: історія та сьогодення» на якій представлені унікальні архівні знахідки, літографії та нотні видання часів Моцарта, зокрема ті, якими користувався він сам, а також твори сучасного мистецтва, присвячені йому та музиці.

## Світлини

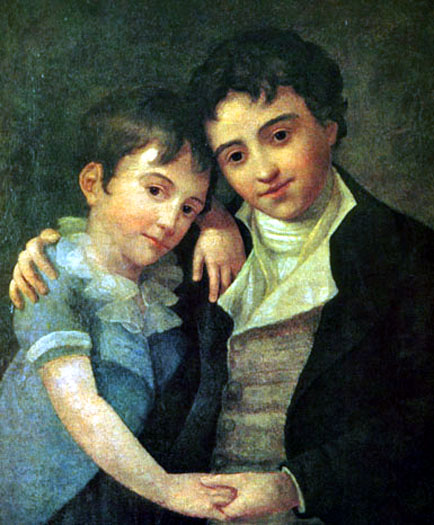
Сини Вольфганга Амадея Моцарта: Карл-Томас (праворуч) та Франц-Ксавер (ліворуч) (малюнок Ганса Гансена, Відень, 1800)
Погруддя Франца Ксавера Моцарта, Львів, Україна. Скульптор Володимир Цісарик
Скульптура Франца Ксавера Моцарта на площі Маланюка у Львові. Під час відкриття 26 серпня 2021 року
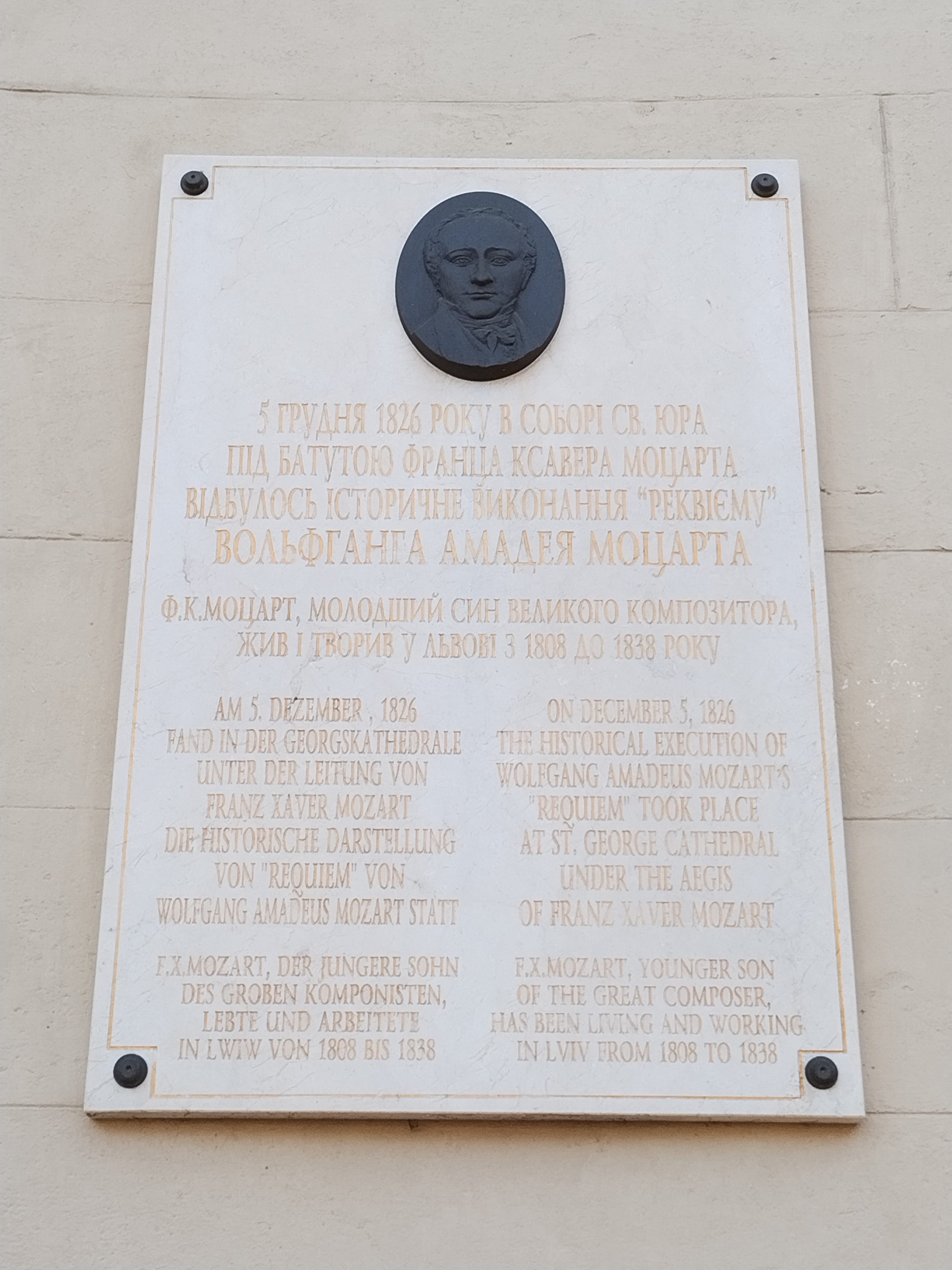
Меморіальна дошка Францу Ксаверу Моцарту на фасаді собору Святого Юра у Львові